# اتو کارل فریدریش وستفال
اتو کارل فریدریش وستفال (آلمانی: Otto Carl Friedrich Westphal؛ ‏ زادهٔ ۱۸۰۰ - درگذشت ۱۸۷۹) چشم‌پزشک اهل امپراتوری آلمان بود.
او پدرِ کارل فریدریش اتو وستفال و پدربزرگِ الکساندر کارل اتو وستفال بود.
او مقالاتی در زمینهٔ نورشناسی و چشم انسان دارد و به تأثیر عوامل محیطی بر بینایی انسان علاقه‌مند بود. وی همچنین تعداد فراوانی از محلول‌های شستشوی چشم و تنتورها را آزموده بود.